# Eritrea op de Olympische Zomerspelen 2004
Eritrea nam deel aan de Olympische Zomerspelen 2004 in Athene, Griekenland. Het was de tweede deelname van Eritrea aan de Olympische Spelen. De atleet Zersenay Tadese gaat de geschiedenisboeken in als de eerste Eritreeër die een olympische medaille voor zijn land behaalde.

## Medailleoverzicht
| Sport    | Olympiër        | Discipline | Medaille |
| -------- | --------------- | ---------- | -------- |
| Atletiek | Zersenay Tadese | 10000m (m) | Brons    |

## Deelnemers en resultaten

### Atletiek
| Olympiër           | Discipline | Resultaat | Prestatie                                        |
| ------------------ | ---------- | --------- | ------------------------------------------------ |
| Samson Kiflemariam | 5000m (m)  | 18e       | serie 2: 8ste in 13.26,97                        |
| Zersenay Tadese    | 5000m (m)  | 32e       | serie 2: 7de in 13.22,17 finale: 7de in 13.24,31 |
| Yonas Kifle        | 10000m (m) | 16e       | 28.29,87                                         |
| Zersenay Tadese    | 10000m (m) | Brons     | 27.22,57 (NR)                                    |
|                    |            |           |                                                  |
| Samson Kiflemariam | 5000m (m)  | 37e       | serie 2: 20ste in 16.49,01                       |

## Overig
- Meb Keflezighi won zilver op de marathon. Hij was Eritreeër van geboorte, maar kwam op deze Spelen uit voor de Verenigde Staten. Keflezighi en zijn gezin zijn als Eritrese vluchtelingen via Italië naar de Verenigde Staten gekomen. Hij werd in 1998 tot Amerikaans staatsburger genaturaliseerd.

Afghanistan · Albanië · Algerije · Amerikaanse Maagdeneilanden · Amerikaans-Samoa · Andorra · Angola · Antigua en Barbuda · Argentinië · Armenië · Aruba · Australië · Azerbeidzjan · Bahama's · Bahrein · Bangladesh · Barbados · België · Belize · Benin · Bermuda · Bhutan · Bolivia · Bosnië en Herzegovina · Botswana · Brazilië · Britse Maagdeneilanden · Brunei · Bulgarije · Burkina Faso · Burundi · Cambodja · Canada · Centraal-Afrikaanse Republiek · Chili · China · Chinees Taipei · Colombia · Comoren · Congo-Brazzaville · Congo-Kinshasa · Cookeilanden · Costa Rica · Cuba · Cyprus · Denemarken · Djibouti · Dominica · Dominicaanse Republiek · Duitsland · Ecuador · Egypte · El Salvador · Equatoriaal-Guinea · Eritrea · Estland · Ethiopië · Fiji · Filipijnen · Finland · Frankrijk · Gabon · Gambia · Georgië · Ghana · Grenada · Griekenland · Groot-Brittannië · Guam · Guatemala · Guinee · Guinee‑Bissau · Guyana · Haïti · Honduras · Hongarije · Hongkong · Ierland · IJsland · India · Indonesië · Irak · Iran · Israël · Italië · Ivoorkust · Jamaica · Japan · Jemen · Jordanië · Kaaimaneilanden · Kaapverdië · Kameroen · Kazachstan · Kenia · Kirgizië · Kiribati · Koeweit · Kroatië · Laos · Lesotho · Letland · Libanon · Liberia · Libië · Liechtenstein · Litouwen · Luxemburg · Macedonië · Madagaskar · Malawi · Malediven · Maleisië · Mali · Malta · Marokko · Mauritanië · Mauritius · Mexico · Micronesië · Moldavië · Monaco · Mongolië · Mozambique · Myanmar · Namibië · Nauru · Nederland · Nederlandse Antillen · Nepal · Nicaragua · Nieuw-Zeeland · Niger · Nigeria · Noord-Korea · Noorwegen · Oeganda · Oekraïne · Oezbekistan · Oman · Oostenrijk · Oost‑Timor · Pakistan · Palau · Palestina · Panama · Papoea-Nieuw-Guinea · Paraguay · Peru · Polen · Portugal · Puerto Rico · Qatar · Roemenië · Rusland · Rwanda · Saint Kitts en Nevis · Saint Lucia · Saint Vincent en Grenadines · Salomonseilanden · Samoa · San Marino · Sao Tomé en Principe · Saoedi-Arabië · Senegal · Servië en Montenegro · Seychellen · Sierra Leone · Singapore · Slovenië · Slowakije · Soedan · Somalië · Spanje · Sri Lanka · Suriname · Swaziland · Syrië · Tadzjikistan · Tanzania · Thailand · Togo · Tonga · Trinidad en Tobago · Tsjaad · Tsjechië · Tunesië · Turkije · Turkmenistan · Uruguay · Vanuatu · Venezuela · Verenigde Arabische Emiraten · Verenigde Staten · Vietnam · Wit-Rusland · Zambia · Zimbabwe · Zuid-Afrika · Zuid-Korea · Zweden · Zwitserland